# مقاطعة فرانكلين (جورجيا)
مقاطعة فرانكلين (بالإنجليزية: Franklin County)‏ هي إحدى المقاطعات في ولاية جورجيا في الولايات المتحدة الأمريكية.

## أعلام
- ألفرد بي. غرينوود
- جيمس هايلتون